# Bryonorrisia
Bryonorrisia, monotipski rod azijskog bilja iz razreda pravih mahovina iz porodice Anomodontaceae. Njezina jedina vrsta prvi je puta opisana je kao Anomodon acutifolius Mitt., 1859, danas je priznata kao Bryonorrisia acutifolia (Mitt.) Enroth, 1991.  
Forrstroemia secunda Dix. & Badhw., 1938 je isto što i Bryonorrisia secunda (Dixon & Badhw.) L.R.Stark & W.R.Buck, 1986, i svedena je na sinonim za Bryonorrisia acutifolia

## Sinonimi
- Anomodon acutifolius Mitt., 1859
- Forsstroemia secunda Dixon & Badhw., 1938
- Bryonorrisia secunda (Dixon & Badhw.) L.R. Stark & W.R. Buck, 1986
- Herpetineuron acutifolium (Mitt.) Granzow, 1989